# توماس وليام هوغارث
توماس وليام هوغارث (بالإنجليزية: Thomas William Hogarth)‏ (من مواليد كيلسو، 6 أبريل 1901 - 26 يناير 1999) طبيب بيطري إسكتلندي وفي وقت لاحق استرالي، هو كاتب عن الكلاب ومربي وقاضي عروض الكلاب وجراح بيطري.
وكان مؤلف العديد من الكتب التي نشرت في ثلاثينيات القرن العشرين حول سلالة بول ترير وتوليد البول ترير.